# Aleksandr Gorchakov
El príncipe Aleksandr Mijáilovich Gorchakov (en ruso: Алекса́ндр Миха́йлович Горчако́в; 15 de junio de 1798 - 11 de marzo de 1883) fue un diplomático y estadista ruso de la familia principesca Gorchakov. Tiene una reputación perdurable como uno de los diplomáticos más influyentes y respetados de mediados del siglo XIX. Los académicos están de acuerdo en que la terminación de la desmilitarización del mar Negro fue el mayor logro de Gorchakov, pero agregan que permaneció demasiado tiempo como ministro de relaciones exteriores.

## Primeros años y carrera
Gorchakov nació en Haapsalu, Gobernación de Estonia, y se educó en el Liceo Tsárskoye Seló, donde tuvo como compañero de escuela al poeta Aleksandr Pushkin. Se convirtió en un buen erudito clásico y aprendió a hablar y escribir en francés con facilidad y elegancia. Pushkin en uno de sus poemas describió al joven Gorchakov como "el hijo predilecto de la fortuna" y predijo su éxito.
Al salir del liceo, Gorchakov entró en la oficina de relaciones exteriores bajo el mando del conde Nesselrode. Su primera obra diplomática de importancia fue la negociación de un matrimonio entre la gran duquesa Olga y el príncipe heredero Carlos de Württemberg. Permaneció en Stuttgart durante algunos años como ministro ruso y consejero confidencial de la princesa heredera. Predijo el estallido del espíritu revolucionario de las Revoluciones de 1848 en Alemania y Austria, y se le atribuyó haber aconsejado la abdicación de Fernando a favor de  Francisco José. Cuando la Confederación Alemana se restableció en 1850 en el lugar del Bundestag (Parlamento de Fráncfort) Gorchakov se designó al ministro ruso a la dieta. Fue aquí donde conoció al príncipe Bismarck, con quien entabló una amistad que luego se renovó en San Petersburgo.
El emperador Nicolás descubrió que su embajador en Viena, barón Meyendorff, no era un instrumento favorable para llevar a cabo sus esquemas en el este. Por lo tanto, transfirió a Gorchakov a Viena, donde permaneció durante el período crítico de la Guerra de Crimea. Gorchakov percibió que los diseños rusos contra Turquía, que fue apoyada por Gran Bretaña y Francia, eran impracticables, y aconsejó a Rusia que no hiciera más sacrificios inútiles, sino que aceptara la base de una pacificación. Al mismo tiempo, aunque asistió a la Conferencia de París de 1856, se abstuvo deliberadamente de estampar su firma en el tratado de paz después de la del Conde Orlov , principal representante de Rusia. Por el momento, sin embargo, hizo de la necesidad una virtud, y Alejandro II, reconociendo la sabiduría y el coraje que había exhibido Gorchakov, lo nombró ministro de Relaciones Exteriores en lugar del conde Nesselrode.

## Ministro de Relaciones Exteriores
No mucho después de su ascensión al cargo, Gorchakov envió una circular a las potencias extranjeras en la que anunciaba que Rusia se proponía, por razones internas, mantenerse lo más libre posible de complicaciones en el extranjero, y añadió la ya histórica frase: La Russie ne boude pas; elle se recueille ("Rusia no está de mal humor, se está recomponiendo"). Durante el Levantamiento de enero en Polonia, Gorchakov rechazó las sugerencias de Gran Bretaña, Austria y Francia para mitigar las severidades empleadas para sofocarlo, y fue especialmente mordaz en sus respuestas a Earl Russell 's despachos. El apoyo prusiano fue asegurado por la Convención de Alvensleben. En julio de 1863, Gorchakov fue nombrado Canciller del Imperio Ruso, expresamente en recompensa por su audaz actitud diplomática hacia una Europa indignada. El nombramiento fue recibido con entusiasmo en Rusia.
Ahora comenzó un acercamiento entre las cortes de Rusia y Prusia, y en 1863, Gorchakov allanó el camino para la ocupación de Holstein (segunda guerra de Schleswig) por las tropas alemanas. Eso parecía igualmente favorable para Austria y Prusia, pero fue esta última potencia la que obtuvo todas las ventajas sustanciales. Cuando surgió el conflicto entre Austria y Prusia en 1866, Rusia permaneció neutral y permitió que Prusia cosechara los beneficios derivados del conflicto y estableciera su supremacía en Alemania.
En 1867, Rusia y los Estados Unidos concluyeron la venta de Alaska, un proceso que había comenzado ya en 1854 durante la Guerra de Crimea. Gorchakov no estaba en contra de la venta, pero siempre abogó por negociaciones cuidadosas y secretas, viendo la eventualidad de la venta pero no la necesidad inmediata.[cita requerida]
Cuando estalló la guerra franco-alemana de 1870-1871, Rusia abogó por la neutralidad de Austria. Se hizo un intento de formar una coalición antiprusiana, pero fracasó debido al entendimiento cordial entre los cancilleres alemán y ruso.
A cambio del servicio de Rusia para evitar que Austria brindara apoyo a Francia, Gorchakov miró a Bismarck en busca de apoyo diplomático en la Cuestión del Este, y recibió una cuota del apoyo esperado cuando denunció con éxito el mar Negro. cláusulas del Tratado de París (Tratado de Londres (1871)). Eso fue justamente considerado por él como un importante servicio a su país y uno de los triunfos de su carrera, y esperaba obtener más éxitos con la ayuda de Alemania. Sin embargo, las cordiales relaciones entre los gabinetes de San Petersburgo y Berlín no duraron mucho más.

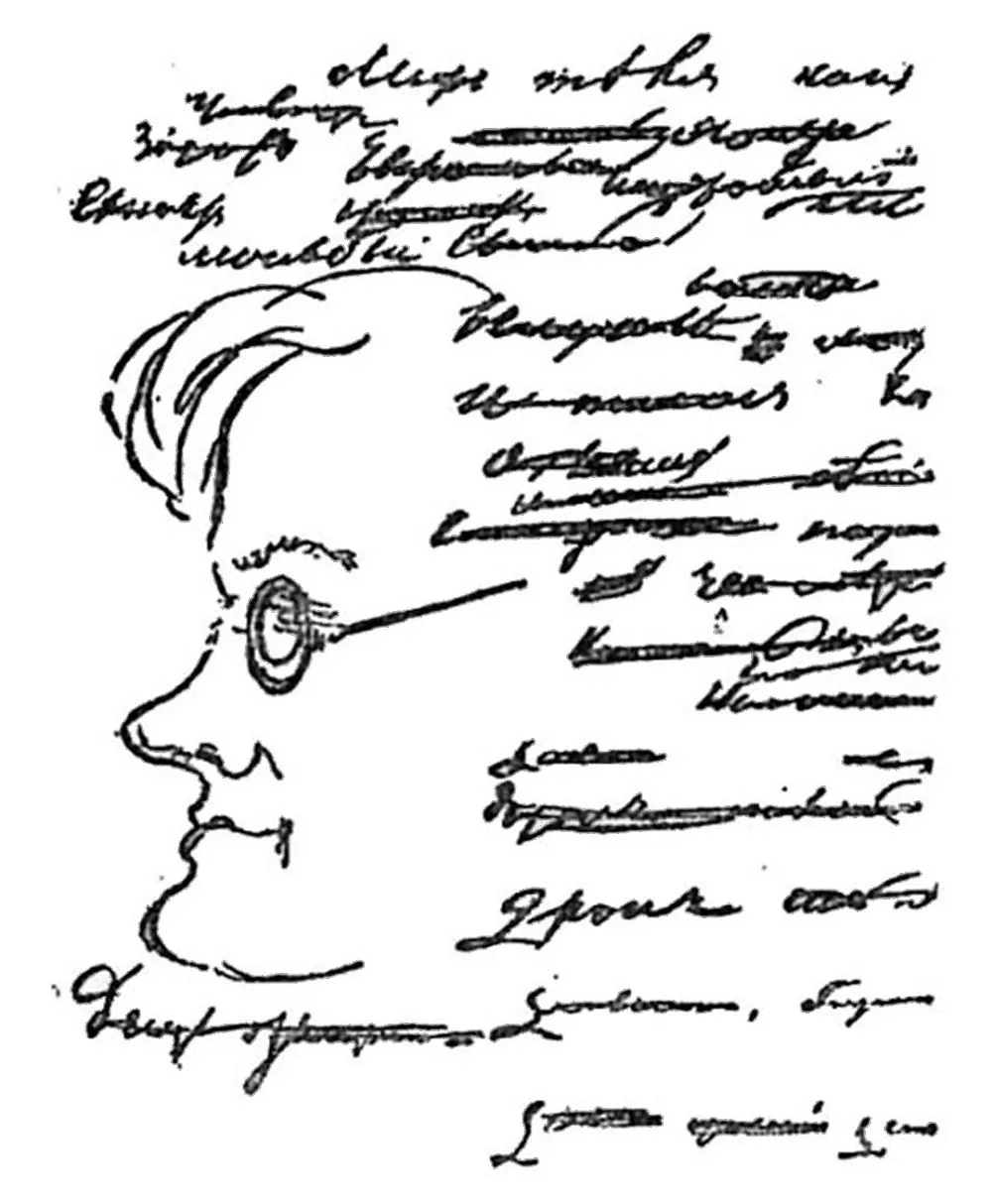
Pushkin's doodle representing Aleksandr Gorchakov

En 1875, se sospechaba que Bismarck tenía planes para atacar nuevamente a Francia, y Gorchakov se lo hizo saber, de una manera que no pretendía ser ofensiva pero despertó su indignación de que Rusia se opusiera a tal plan. La tensión así producida entre los dos estadistas se incrementó por las complicaciones políticas de 1875-1878 en el sudeste de Europa, que comenzó con la insurrección de Herzegovina y culminó en el Congreso de Berlín. Gorchakov esperaba utilizar las complicaciones de la situación para recuperar, sin guerra, la parte de Besarabia cedida por el tratado de París, pero pronto perdió el control de los acontecimientos, y la agitación eslavófila produjo la guerra ruso-turca (1877-1878).
La Paz de San Stefano, redactado por Gorchakov, Aleksandr Nelidov y Nikolai Ignatiev volvió a trazar las fronteras otomanas para promover los planes económicos y estratégicos de Rusia. Un objetivo clave era el control de la ciudad portuaria de Batumi en la costa este del mar Negro, además de varios puntos estratégicos en el Cáucaso. Bulgaria, la más importante, se amplió considerablemente para servir como potencia dominante en los Balcanes y quedar bajo control ruso. Francia, Alemania y Austria se opusieron y redujeron radicalmente las ganancias de Rusia en el Congreso de Berlín (13 de junio al 13 de julio de 1878). Gorchakov fue honrado como primer plenipotenciario pero dejó al segundo plenipotenciario, el Conde Shuvalov, no sólo la tarea de defender los intereses rusos sino también la responsabilidad y el odio por las concesiones que Rusia tenía que hacer a Gran Bretaña y Austria. Tuvo la satisfacción de ver la parte perdida de Besarabia devuelta a Rusia, pero a costa de mayores sacrificios de los que esperaba. En general, Rusia volvió a ser humillada. Gorchakov consideró el tratado como el mayor fracaso de su carrera oficial. Continuó ocupando el cargo de ministro de Relaciones Exteriores, pero vivió principalmente en el extranjero, con Dimitri Miliutin asumiendo la responsabilidad de los asuntos exteriores.

## Vida posterior
Gorchakov renunció formalmente en 1882 y fue sucedido por Nicholas de Giers (Nikolay Girs). Murió en Baden-Baden y fue enterrado en el panteón familiar en el Monasterio de Strelna.

## Evaluación
El príncipe Gorchakov se dedicó principalmente a los asuntos exteriores, pero también participó en la gran reforma de emancipación de 1861 en Rusia interna del reinado de Alejandro II: por ejemplo, presentó cuatro proyectos de reforma de emancipación y también presentó al análisis de la experiencia extranjera de varias reformas a Alejandro II.
Como diplomático, mostró muchas cualidades brillantes: destreza en la negociación, incisividad en la argumentación y elegancia en el estilo. Su habilidad política, aunque ocasionalmente empañada por la vanidad personal y el amor por el aplauso popular, fue perspicaz y prudente. En la última parte de su carrera, su objetivo principal era elevar el prestigio de Rusia deshaciendo los resultados de la Guerra de Crimea, y se puede decir con justicia que tuvo un gran éxito.

## Honores
- Gran Cruz de la Orden de San Esteban de Hungría, 1857; in Diamonds, 1872[9]
- Caballero de la Orden de Fidelidad de la Casa, 1857; in Diamonds, 1863[10]
- Gran Cruz de la Orden de Dannebrog, 8 de julio de 1852 [11]
- Caballero de la Orden del Elefante, 16 de septiembre de 1857
- Gran Cruz de la Orden de Ludwig, 2 July 1857[12]
- Imperio mexicano: Gran Cruz de la Orden Imperial de Guadalupe, 1864[13]
- Caballero de la Orden del León de Oro de la Casa de Nassau, August 1864[14]
- Reino de Prusia: Caballero de la Orden del Águila Negra, 24 June 1856; in Diamonds, 1859[15]
- Reino de Cerdeña: Caballero de la Orden Suprema de la Santísima Anunciación, 30 October 1859[16]
- Caballero de la Orden del Toisón de Oro, 17 February 1857[17]
- Suecia-Noruega: Caballero de la Orden Real del Serafín, 16 May 1860[18]
- Gran Ducado de Toscana: Comendador de la Orden de San José[19]
- Caballero de la Orden de San Januario, 1845[20]
- Gran Cruz de la Orden de la Corona de Württemberg, 1846[21]